# Газпроминвестхолдинг
ООО «Газпром инвестхолдинг», тж. «Газпроминвестхолдинг» — дочерняя компания ПАО «Газпром», созданная в 1997 году для реализации крупных инвестиционных проектов «Газпрома».

## История
В мае 1997 года ОАО «Газпром» приняло решение о создании, а в июле 1997 года — зарегистрировало закрытое акционерное общество «Газпроминвестхолдинг». Уставный капитал Общества сформировали в размере 100 миллионов рублей, генеральным директором предприятия назначен Вячеслав Николаевич Кузнецов. Согласно уставу, предметом деятельности было «выполнение операций по управлению имуществом в виде акций и иных фондовых ценностей, недвижимостью и прочим имуществом». Фактически деятельность «Газпроминвестхолдинга» всегда была направлена на решение задач, поставленных ПАО «Газпром».
В мае 1998 года «Газпроминвестхолдинг» получил лицензии профессионального участника рынка ценных бумаг на осуществление брокерской деятельности, включая операции с физическими лицами, дилерской деятельности, деятельности по управлению ценными бумагами.
В декабре 1999 года компания изменила организационно-правовую форму собственности и преобразовалась в общество с ограниченной ответственностью «Газпроминвестхолдинг».
В феврале 2000 года генеральным директором компании был назначен Алишер Бурханович Усманов.
В 2000 году «Газпроминвестхолдинг» являлся крупнейшей инвестиционной компанией России по размеру активов, которые составили 8,265 миллиарда рублей.

## Собственники и руководство
Единственный акционер — ПАО «Газпром». Генеральный директор — Шадрин, Евгений Леонидович.

## Деятельность
Деятельность компании направлена на решение задач ПАО «Газпром» в области корпоративного финансирования, включая организацию финансирования для крупных промышленных предприятий. Помимо этого, «Газпром инвестхолдинг» проводит работы в области слияний и поглощений компаний, создании оптимальной структуры собственности, реструктуризации предприятий, имеет опыт работы с непрофильными активами промышленных компаний. «Газпром инвестхолдинг» также участвует в процессе установления и возврата контроля над промышленными предприятиями, имеющими непосредственное отношение к газовой отрасли. Участие в инвестиционных программах «Газпрома» привело к приобретению опыта в управлении крупными промышленными предприятиями, а также инновационном финансировании. Помимо этого, компания выполняет работы по информационно-аналитическому обеспечению инвестиционной деятельности «Газпрома».

### Реализованные проекты
- Установление контроля над группой предприятий и последующее создание металлургического холдинга ЗАО «Газметалл», объединившего Оскольский электрометаллургический комбинат и Лебединский горно-обогатительный комбинат.
- приобретение 26%-го пакета акций ОАО «Запсибгазпром»
- приобретение контрольного пакета акций ОАО «Севернефтегазпром»
- приобретение 25%-го пакета акций ОАО «Стройтрансгаз»
- возврат 4,83%-го пакета акций ПАО «Газпром»